# 최고의 사랑 (텔레비전 프로그램)
《님과 함께 시즌 2 - 최고의 사랑》은 대한민국의 JTBC의 예능 프로그램이다.

## 방송 일정
| 방송 채널 | 방송 기간                         | 방송 시간                   | 비고 |
| --------- | --------------------------------- | --------------------------- | ---- |
| JTBC      | 2015년 5월 7일 ~ 2015년 12월 3일  | 매주 목요일 밤 9:30 ~ 10:50 |      |
| JTBC      | 2015년 12월 8일 ~ 2017년 9월 26일 | 매주 화요일 밤 9:30 ~ 10:50 |      |

## 출연자
- 윤정수, 김숙 (2015년 10월 15일 ~ 2017년 9월 26일 : 24회 ~ 120회)
- 김영철, 송은이 (2017년 5월 23일 ~ 2017년 9월 26일 : 102회 ~ 120회)

### 이전 출연자
- 김범수, 안문숙 (2015년 5월 7일 ~ 2015년 10월 8일 : 1회 ~ 23회)
- 장서희, 윤건 (2015년 5월 7일 ~ 2015년 10월 8일 : 1회 ~ 23회)
- 기욤 패트리, 송민서 (2015년 10월 15일 ~ 2015년 12월 29일 : 24회 ~ 35회)
- 허경환, 오나미 (2016년 1월 12일 ~ 2016년 10월 25일 : 37회 ~ 77회)
- 크라운 제이, 서인영 (2016년 11월 1일 ~ 2017년 1월 31일 : 78회 ~ 90회)
- 유민상, 이수지 (2017년 2월 7일 ~ 2017년 5월 30일 : 91회 ~ 103회)

## 결방

### 2016년
- 2016년 9월 6일 : 2018 FIFA 월드컵 최종예선 대한민국 vs 시리아과의 경기 중계로 인해 결방되었다.
- 2016년 11월 15일 : 2018 FIFA 월드컵 최종예선 대한민국 vs 우즈베키스탄과의 경기 중계로 인해 결방되었다.

### 2017년
- 2017년 3월 7일 : 월드베이스볼클래식 2차전 대한민국 vs 네덜란드과의 경기 중계로 인해 결방되었다.
- 2017년 3월 28일 : 2018 FIFA 월드컵 최종예선 대한민국 vs 시리아과의 경기 중계로 인해 결방되었다.
- 2017년 4월 25일 : 정치학회 2017 대통령 후보 초청 토론회 중계로 인해 결방되었다.
- 2017년 5월 9일 : 2017 우리의 선택 '국민이 바꾼다' 중계로 인해 결방되었다.